# Cecil Cave
Die Cecil Cave (norwegisch Cecilhola) ist eine Brandungshöhle an der Westküste der antarktischen Peter-I.-Insel. Sie liegt im südlichen Teil des Kap Ingrid.
Der norwegische Kapitän Eyvind Tofte entdeckte und benannte sie im Januar 1927 bei der vom norwegischen Walfangunternehmer Lars Christensen finanzierten Antarktisfahrt der Odd I (1926–1927). Tofte und sein zweiter Maat waren bei ihrem erfolglosen Versuch, die Insel zu betreten, in diese Höhle hineingerudert.